# Chiến dịch Unthinkable
Chiến dịch Unthinkable còn được gọi là Chiến dịch Bất Khả Thi, là tên gọi của 2 kế hoạch liên quan tới xung đột của Đồng minh phương Tây và Liên Xô. Cả hai đều được Thủ tướng Anh Winston Churchill ra lệnh năm 1945 và được Lực lượng Tham mưu kế hoạch chung Hoàng gia Anh phát triển vào kết thúc cuộc chiến tại châu Âu trong thế chiến 2.
Việc đầu tiên của 2 kế hoạch giả định là tấn công lực lượng Liên Xô đang đóng quân tại Đức để "áp đặt ý muốn của quân Đồng minh phương Tây" với Liên Xô và buộc Joseph Stalin tôn trọng hiệp đinh về vấn đề tương lai Trung Âu. Khi những đánh giá ban đầu cho rằng "tưởng tượng", kế hoạch ban đầu bị hủy bỏ. Tên gọi được sử dụng thay vì kịch bản phòng vệ, trong đó Anh đề phòng Liên Xô hướng về Bắc Hải, và Đại Tây Dương theo sau sự rút lui của Mỹ từ lục địa.
Nghiên cứu trở thành kế hoạch đầu tiên trong Chiến tranh lạnh - kế hoạch dự phòng cho chiến tranh với Liên Xô. Cả hai kế hoạch đều được tối mật vào thời điểm tạo thành và mãi đến năm 1998 mới được công bố.

## Bối cảnh

### Tình hình chính trị - quân sự đầu năm 1945
Mùa xuân năm 1945, tình hình quân sự-chính trị được đặc trưng bởi sự tiến công đáng kể quân đồng minh trên tất cả các mặt trận. Ở châu Âu, Hồng quân và quân đội Anh-Mỹ đã đạt được những thành công lớn trong cuộc tấn công vào Đức, dần dần siết chặt vòng vây quanh chế độ phát xít. Quân đội Liên Xô đã hoàn toàn giải phóng các vùng lãnh thổ Đông Âu và bắt đầu giai đoạn cuối của cuộc chiến - chiếm lấy Berlin. Đồng thời, các đồng minh phương Tây tiếp tục cuộc tấn công thành công vào các khu vực phía tây và nam của Đức.
Cuộc gặp gỡ giữa quân đội Liên Xô và Mỹ trên sông Elbe vào ngày 25 tháng 4 năm 1945 tượng trưng cho sự phân chia thực tế của Đức thành các khu vực chiếm đóng và tiến gần đến sự kết thúc Đệ tam Quốc xã. Chế độ phát xít đã đứng trên bờ vực sự sụp đổ hoàn toàn, và cuộc chiến ở châu Âu đang tiến đến hồi kết.
Trên chiến trường Thái Bình Dương, Nhật Bản cũng gặp phải tổn thất nghiêm trọng. Quân đội của họ đã bị đẩy lùi khỏi hầu hết các lãnh thổ chiếm đóng, và hạm đội hải quân gần như bị tiêu diệt hoàn toàn. Mặc dù vậy, quân đội Nhật Bản vẫn là một lực lượng đáng kể, đặc biệt là ở Trung Quốc đại lục và trên chính các đảo của Nhật Bản. Bộ chỉ huy Mỹ dự đoán rằng cuộc chiến với Nhật Bản có thể kéo dài thêm vài năm, điều này buộc các đồng minh phải tìm kiếm thêm nguồn lực để đẩy nhanh việc kết thúc chiến tranh. Trong bối cảnh này, sự hỗ trợ từ Liên Xô, nước đã cam kết tham gia cuộc chiến chống Nhật Bản sau khi đánh bại Đức, trở nên vô cùng quan trọng.

### Đánh giá của Churchill về tình hình chính trị và nhiệm vụ đồng minh phương Tây
Hồi ký Winston Churchill phản ánh sự lo lắng của ông về tình hình ở châu Âu vào mùa xuân năm 1945, sau khi Đức Quốc xã bị đánh bại. Theo ông, chiến thắng trước kẻ thù chung là Đức đã làm mất đi mối liên kết chính giữa các đồng minh và làm trầm trọng thêm những mâu thuẫn giữa Liên Xô cộng sản và các nền dân chủ phương Tây. Churchill nhận thấy Liên Xô là mối đe dọa mới đối với thế giới tự do và dựa trên điều này, ông đã đề xuất một số bước chiến lược cho các nước phương Tây.
- Liên Xô là mối đe dọa: Churchill cho rằng sau khi chiến tranh với Đức kết thúc, Liên Xô, với sự tiến công của mình ở châu Âu, sẽ trở thành mối đe dọa chết người mới đối với các nền dân chủ phương Tây.
- Tạo mặt trận mới: Ông đề nghị bắt đầu ngay việc tạo ra một mặt trận mới chống lại Liên Xô, nhằm ngăn chặn sự tiến công nhanh chóng của họ.
- Tiến quân về phía đông: Theo ông, mặt trận mới này nên được đẩy xa về phía đông nhất có thể để giảm thiểu ảnh hưởng của Liên Xô ở châu Âu.
- Berlin là mục tiêu chính: Churchill nhấn mạnh rằng mục tiêu chính của các quân đội Anh-Mỹ nên là Berlin, để các đồng minh phương Tây có thể chiếm đóng nó trước khi quân đội Liên Xô tiến vào.
- Giải phóng Tiệp Khắc: Ông cũng cho rằng việc giải phóng Tiệp Khắc và việc quân đội Mỹ tiến vào Prague là vô cùng quan trọng, nhằm ngăn chặn sự kiểm soát của Liên Xô tại đó.
- Kiểm soát Vienna và Áo: Churchill nhấn mạnh sự cần thiết của việc quản lý Vienna và Áo bởi các cường quốc phương Tây, ít nhất là ngang bằng với Liên Xô, để ngăn chặn sự kiểm soát hoàn toàn của Liên Xô tại khu vực này.
- Kiềm chế tham vọng của Tito: Cuối cùng, ông kêu gọi kiềm chế tham vọng của lãnh đạo Nam Tư, Josip Broz Tito, đặc biệt là đối với Ý, để ngăn chặn sự mở rộng ảnh hưởng của Liên Xô tại vùng Balkan.

Những quan điểm của Churchill phản ánh sự khởi đầu của việc hình thành chính sách sau này đã dẫn đến Chiến tranh Lạnh, khi phương Tây bắt đầu tích cực chống lại sự lan rộng ảnh hưởng của Liên Xô ở châu Âu và các khu vực khác trên thế giới.

### Vấn đề Ba Lan
Vấn đề Ba Lan đã trở thành một trong những chủ đề căng thẳng nhất trong mối quan hệ giữa các đồng minh phương Tây và Liên Xô trong những tháng cuối của Chiến tranh Thế giới thứ hai. Sau khi Ba Lan được giải phóng khỏi sự chiếm đóng của Đức, một cuộc đấu tranh gay gắt đã nổ ra về việc tương lai chính phủ Ba Lan sẽ ra sao. Các đồng minh phương Tây, đặc biệt là Anh và Mỹ, ủng hộ tính hợp pháp của chính phủ Ba Lan lưu vong, đặt trụ sở tại London, đại diện cho nhà nước Ba Lan trước chiến tranh và được sự ủng hộ từ người dân Ba Lan, bao gồm cả các tổ chức bí mật bên trong Ba Lan. Trong khi đó, Liên Xô khăng khăng ủng hộ "Ủy ban Lublin" cộng sản, vốn đã thực sự cai quản các vùng lãnh thổ được giải phóng với sự hỗ trợ từ chính quyền quân sự Liên Xô.
Tại Hội nghị Yalta vào tháng 2 năm 1945, một thỏa hiệp đã được đạt được, theo đó chính phủ cộng sản hiện tại sẽ được "tái tổ chức" trên cơ sở dân chủ rộng rãi hơn, với sự tham gia của cả phe đối lập trong nước Ba Lan và người Ba Lan ở nước ngoài. Tuy nhiên, các bên đã có những diễn giải khác nhau về thỏa thuận này. Các đồng minh phương Tây coi đây là cơ hội để thành lập một chính phủ liên minh mới, kết hợp cả đại diện người Ba Lan "London" và "Lublin". Ngược lại, lãnh đạo Liên Xô Joseph Stalin chỉ chấp nhận mở rộng chính phủ cộng sản hiện tại một cách không đáng kể, với điều kiện các thành viên mới phải trung thành với Liên Xô..
Churchill rất lo ngại về tình hình này. Ông thấy trong hành động của Stalin là một nỗ lực nhằm thiết lập chế độ độc tài cộng sản tại Ba Lan, vi phạm các thỏa thuận đã đạt được tại Yalta và đe dọa đến tự do và độc lập của Ba Lan. Sự lo ngại của ông càng tăng lên khi vào tháng 3 năm 1945, 16 nhà lãnh đạo của chính phủ lưu vong Ba Lan, bao gồm tướng Leopold Okulicki, được mời đến Moskva để đàm phán, nhưng thay vào đó, họ đã bị bắt giữ. Sự kiện này, được biết đến với tên gọi "Phiên tòa xét xử Mười sáu", đã trở thành một tín hiệu mạnh mẽ cho phương Tây về ý đồ của Liên Xô nhằm thiết lập sự kiểm soát hoàn toàn đối với Ba Lan.
Sau khi Tổng thống Roosevelt qua đời, Tổng thống mới của Mỹ là Harry Truman đã có quan điểm cứng rắn hơn về vấn đề Ba Lan. Điều này càng làm tình hình thêm căng thẳng, đặc biệt khi rõ ràng rằng phái đoàn Anh-Mỹ sẵn sàng công khai lên án các hành động của Liên Xô tại các diễn đàn quốc tế như Hội nghị San Francisco.
Churchill trong các bức thư của mình đã bày tỏ mối lo ngại sâu sắc về tương lai Ba Lan và cảnh báo về việc rút quân đội Mỹ ra khỏi châu Âu quá nhanh, điều mà ông cho rằng có thể dẫn đến việc Liên Xô kiểm soát hoàn toàn Đông Âu. Ông nhấn mạnh rằng nếu không có sự đảm bảo về tương lai dân chủ cho Ba Lan và sự chiếm đóng tạm thời của Liên Xô tại Đức, hậu quả có thể không chỉ là sự bá quyền lâu dài của Liên Xô ở châu Âu mà còn có thể dẫn đến Chiến tranh thế giới thứ ba.

## Quá trình tấn công

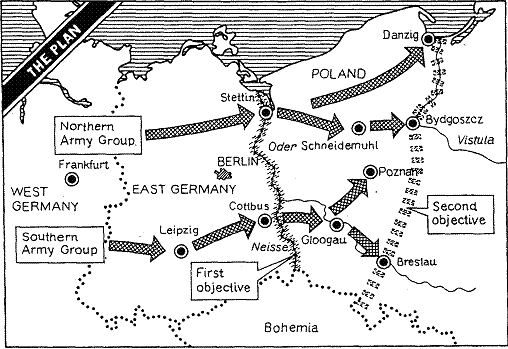
Các hướng tấn công theo kế hoạch

### Các điều kiện đầu vào phát triển kế hoạch
Trong bối cảnh căng thẳng ngày càng gia tăng giữa các đồng minh phương Tây và Liên Xô, Winston Churchill đã chỉ thị phát triển một kế hoạch cho một chiến dịch quân sự có thể xảy ra chống lại Liên Xô, được đặt tên mã là "Chiến dịch Không tưởng". Kế hoạch này phải tính đến tình hình địa chính trị hiện tại và các mối đe dọa tiềm tàng từ Liên Xô sau khi chiến tranh kết thúc ở châu Âu.
- Sự ủng hộ của dư luận: Dự kiến chiến dịch sẽ nhận được sự ủng hộ hoàn toàn của dư luận ở Anh và Mỹ, đảm bảo tính hợp pháp về mặt đạo đức và chính trị cho các hành động quân sự. Ngoài ra, tinh thần quân đội Anh-Mỹ dự kiến sẽ ở mức cao, điều quan trọng đối với sự thành công chiến dịch quân sự.
- Sự hỗ trợ từ quân đội Ba Lan: Anh và Mỹ có thể trông cậy vào sự hỗ trợ hoàn toàn từ quân đội Ba Lan, bao gồm cả các lực lượng đóng tại phương Tây và các lực lượng nội bộ Ba Lan vẫn trung thành với chính phủ lưu vong.
- Sử dụng tiềm năng của Đức: Kế hoạch cũng tính đến khả năng sử dụng tiềm năng công nghiệp còn lại của Đức và lực lượng lao động Đức, điều này có thể tăng cường đáng kể tiềm lực quân sự các đồng minh phương Tây trong trường hợp xảy ra xung đột với Liên Xô.
- Sự hỗ trợ không đầy đủ từ các cường quốc phương Tây khác: Giả định rằng quân đội các quốc gia phương Tây khác, chẳng hạn như Pháp và các quốc gia Benelux, sẽ không thể cung cấp sự hỗ trợ đáng kể trong các hành động quân sự, do đó, gánh nặng chính sẽ đổ lên vai Anh và Mỹ.
- Liên minh Liên Xô với Nhật Bản: Dữ liệu đầu vào cho rằng trong trường hợp xảy ra các hành động quân sự, Liên Xô sẽ liên minh với Nhật Bản. Điều này đồng nghĩa với việc mở ra một mặt trận mới ở Viễn Đông và làm phức tạp thêm tình hình chiến lược cho các đồng minh phương Tây.
- Ngày bắt đầu các hành động quân sự: Ngày bắt đầu các hành động quân sự chống lại Liên Xô được ấn định vào ngày 1 tháng 7 năm 1945. Điều này đồng nghĩa với việc cần phải chuẩn bị nhanh chóng và triển khai quân đội kịp thời.

### Kế hoạch
Kế hoạch "Chiến dịch Không tưởng" được phát triển vào ngày 22 tháng 5 năm 1945 theo chỉ thị của Winston Churchill và là một phân tích toàn diện về chiến dịch quân sự có thể xảy ra chống lại Liên Xô. Tài liệu này đánh giá tình hình hiện tại, xác định các mục tiêu của chiến dịch, phân tích lực lượng tham gia và các hướng tấn công của quân đội đồng minh phương Tây.
Mục tiêu chính của chiến dịch là ép buộc Liên Xô phải tuân theo ý chí của Mỹ và Anh về vấn đề Ba Lan. Điều này bao gồm việc yêu cầu Liên Xô thay đổi lập trường của mình về vấn đề Ba Lan, đặc biệt là thành lập một chính phủ đại diện hơn ở Ba Lan. Các nhà lập kế hoạch nhấn mạnh rằng điều này có thể dẫn đến một chiến dịch quân sự hạn chế. Tuy nhiên, họ cũng lưu ý rằng xung đột có thể phát triển thành một cuộc chiến tranh toàn diện nếu Liên Xô kháng cự mạnh mẽ.
Kế hoạch chiến dịch trên mặt đất dự kiến sẽ thực hiện hai đòn tấn công chính ở Đông Bắc châu Âu nhằm tiến vào sâu trong lãnh thổ Ba Lan:
- Đòn tấn công phía Bắc: Dọc theo trục từ Stettin — Schneidemühl — Bydgoszcz. Đòn tấn công này nhằm kiểm soát các khu vực phía Bắc Ba Lan và các tuyến giao thông quan trọng.
- Đòn tấn công phía Nam: Dọc theo trục từ Leipzig — Cottbus — Poznań và Breslau. Đòn tấn công này nhắm vào các khu vực trung tâm và phía Nam Ba Lan, nơi dự kiến sẽ diễn ra các trận đánh xe tăng chính.

Mục tiêu của các đòn tấn công này là đạt được một đường biên giới chung từ Danzig đến Breslau. Các nhà lập kế hoạch dự đoán rằng thành công của chiến dịch sẽ phụ thuộc vào kết quả các trận đánh xe tăng, diễn ra ở phía đông đường Oder — Neisse. Mặc dù quân đội Liên Xô vượt trội về số lượng, các đồng minh phương Tây hy vọng vào yếu tố bất ngờ, sự vượt trội trong quản lý quân đội và không quân.
Kế hoạch dự định huy động 47 sư đoàn Anh-Mỹ, bao gồm 14 sư đoàn xe tăng. Các lực lượng này sẽ đối đầu với quân đội tương đương 170 sư đoàn Liên Xô, trong đó có 30 sư đoàn xe tăng. Sự vượt trội về số lượng Hồng quân tạo ra những rủi ro nghiêm trọng cho sự thành công chiến dịch.
Kế hoạch cũng xem xét khả năng huy động 10-12 sư đoàn Đức để tham gia chiến dịch. Tuy nhiên, các nhà lập kế hoạch nhận định rằng những sư đoàn này khó có thể sẵn sàng khi chiến tranh bắt đầu. Ngoài ra, phần lớn dân số Ba Lan, bao gồm quân đội chính phủ thân Liên Xô do tướng Berling lãnh đạo, dự kiến sẽ chống lại Liên Xô.
Các nhà lập kế hoạch cho rằng nếu Hồng quân không chịu thất bại quyết định ở phía tây đường Danzig — Breslau và rút quân về sâu trong lãnh thổ, xung đột sẽ không tránh khỏi trở thành một cuộc chiến tranh toàn diện. Điều này sẽ đòi hỏi việc huy động tất cả các nguồn lực của các đồng minh, nhưng các nhà lập kế hoạch thừa nhận rằng không thể dự đoán được nơi và khi nào có thể đạt được mức độ thất bại của Liên Xô đủ để làm cho sự kháng cự tiếp tục trở nên không thể.
Họ cũng lưu ý rằng không thể tưởng tượng được sự thâm nhập sâu và nhanh chóng của các đồng minh phương Tây vào lãnh thổ Liên Xô như cách mà Đức đã làm vào năm 1941, điều này càng làm rõ thêm tính rủi ro và sự không chắc chắn về thành công chiến dịch.
Do đó, "Chiến dịch Không tưởng" là một kế hoạch cực kỳ rủi ro, có thể dẫn đến một cuộc chiến tranh quy mô lớn và kéo dài với các hậu quả khó lường. Kế hoạch phản ánh mối quan tâm sâu sắc của Churchill và chỉ huy quân đội Anh về mối đe dọa tiềm tàng từ Liên Xô, nhưng cũng thừa nhận các khó khăn và rủi ro nghiêm trọng liên quan đến việc thực hiện chiến dịch này.

### Kết luận
Kết luận Hội đồng Tham mưu trưởng Liên quân Anh, gửi đến Winston Churchill vào ngày 8 tháng 6, đã cho thấy rằng trong trường hợp chiến tranh với Liên Xô, lực lượng Anh-Mỹ sẽ phải đối mặt với những khó khăn nghiêm trọng. Ở châu Âu, mặc dù có lực lượng đáng kể, các đồng minh chỉ có lợi thế hạn chế về không quân chiến lược và trên biển. Trên đất liền, Liên Xô có ưu thế vượt trội về số lượng: 264 sư đoàn so với 103 sư đoàn của Anh-Mỹ, cũng như 11.742 máy bay so với 8.798 của đồng minh.
Hội đồng kết luận rằng chiến tranh với Liên Xô sẽ kéo dài và tốn kém, và việc đạt được thành công nhanh chóng trong những điều kiện như vậy là cực kỳ khó có khả năng. Ngoài ra, còn có lo ngại rằng trong trường hợp xung đột kéo dài, sự hỗ trợ từ Mỹ có thể suy yếu, đặc biệt nếu sự chú ý bị chuyển hướng sang chiến trường Thái Bình Dương. Điều này khiến cho viễn cảnh bắt đầu chiến tranh với Liên Xô trở nên cực kỳ bất lợi đối với Anh và các đồng minh của họ.

## Kế hoạch phòng thủ
Để đáp ứng chỉ thị của Churchill ngày 10/6/1945, bản báo cáo các bước hoạt động tiếp theo viết về việc "những biện pháp được yêu cầu để đảm bảo an ninh của nước Anh trong trường hợp chiến tranh với Nga trong tương lai gần". Lực lượng Hoa Kỳ dịch chuyển đến Thái Bình Dương dự kiến tấn công Nhật Bản, và Churchill cho rằng khi lực lượng này rút lui mối đe dọa của Liên Xô lên Tây Âu tăng cao. Báo cáo cho rằng nếu Hoa Kỳ tập trung tại mặt trận Thái Bình Dương, Vương quốc Anh chống chọi "là điều tưởng tượng".
Lực lượng Tham mưu kế hoạch chung Hoàng gia Anh bác bỏ ý kiến của Churchill giữ vững vùng chiếm đóng của địch trên lục địa khi kế hoạch tác chiến không thuận lợi. Nó được vạch ra rằng lực lượng Không quân và Hải quân Hoàng gia sẽ chống lại, mặc dù các cuộc tấn công bằng tên lửa không được dự báo trước, không có phương tiện kháng cự ngoài ném bom chiến lược.

## Nhận biết từ Moskva
Kế hoạch "Không thể tưởng tượng", được phát triển theo sáng kiến của Winston Churchill, có khả năng đã được Moskva biết đến từ lâu trước khi nó chính thức được công bố. Theo quan điểm của Giáo sư Đại học Edinburgh, David Erickson, chính kế hoạch này có thể là nguyên nhân dẫn đến quyết định bất ngờ của Nguyên soái Georgy Zhukov vào tháng 6 năm 1945 về việc tái cơ cấu lực lượng, tăng cường phòng thủ và nghiên cứu kỹ lưỡng vị trí đóng quân của các đồng minh phương Tây.
Có ý kiến cho rằng kế hoạch này đã được nhóm Cambridge Five, một nhóm điệp viên người Anh làm việc cho Liên Xô, truyền đạt đến lãnh đạo Liên Xô. Điều này giải thích cho những hành động nhanh chóng của Bộ Tổng tham mưu Liên Xô nhằm ngăn chặn mối đe dọa tiềm tàng từ lực lượng Anh-Mỹ.

## Các cuộc thảo luận kế tiếp
Năm 1946 giữa căng thẳng về khu vực chiếm đóng của Liên Xô và Đồng minh ở châu Âu bùng lên. Vấn đề này được xem làm bùng lên căng thẳng lớn hơn. Khu vực đó là Julian March (Đông nam Âu, khu vực ngày nay giữa Croatia, Slovenia, và Italy), và ngày 30/8/1946 các cuộc thảo luận không chính thức giữa Tổng tham mưu trưởng Hoa Kỳ và Anh về vấn đề xung đột phát triển và chiến lược tốt nhất cho cuộc chiến tại châu Âu. Vấn đề vùng yếu địa lại được thảo luận, Dwight D. Eisenhower cho rằng nên rút khỏi các quốc gia nghèo, chứ không phải Ý, trạng thái gần tương tự Anh.

## Kế hoạch tiếp theo trong trường hợp chiến tranh với Moskva
Sau thất bại trong cuộc bầu cử vào mùa hè năm 1945, Winston Churchill đã từ chức Thủ tướng, và chính phủ Anh chuyển giao quyền lực cho chính phủ Công đảng do Clement Attlee đứng đầu. Attlee có xu hướng hợp tác hơn với Liên Xô, nhưng mối quan hệ giữa hai nước nhanh chóng trở nên căng thẳng. Vào cuối năm 1945, một cuộc khủng hoảng nghiêm trọng đã nổ ra liên quan đến việc Liên Xô từ chối rút quân khỏi Bắc Iran (Cuộc khủng hoảng Iran), cũng như việc Liên Xô đưa ra các yêu sách lãnh thổ đối với Thổ Nhĩ Kỳ vào tháng 8 năm 1946.
Mặc dù có sự thay đổi trong lãnh đạo, chính phủ Anh vẫn tiếp tục phát triển các kế hoạch chiến tranh với Liên Xô, cùng với sự tham gia của Mỹ và Canada. Việc điều hành các cuộc đàm phán này được giao cho Thống chế Henry Wilson, người giữ chức vụ trưởng phái đoàn quân sự Anh tại Washington và là một trong những người tham gia Hội nghị Yalta và Potsdam. Ông đã thảo luận các kế hoạch quân sự của Anh với Tổng thống Mỹ Harry Truman, Tướng Dwight Eisenhower, lúc đó là Tổng tư lệnh các lực lượng đồng minh ở châu Âu, và Thủ tướng Canada William Lyon Mackenzie King.
Vào tháng 9 năm 1946, đã diễn ra một cuộc gặp gỡ trên du thuyền ngoài khơi bờ biển Mỹ giữa Tướng Eisenhower và Thống chế Anh Bernard Montgomery. Cả hai bên đều đi đến kết luận rằng trong trường hợp Hồng quân Liên Xô tiến công ở châu Âu, các đồng minh phương Tây sẽ không thể ngăn chặn được. Sau đó, việc phát triển các kế hoạch chiến tranh với Liên Xô đã chuyển sang cấp độ của NATO.
Vào tháng 6 năm 2021, những chi tiết trước đây được giữ bí mật về chiến dịch đã được công bố. Tờ 'The Telegraph' đã công bố một tài liệu từ Lưu trữ Quốc gia Anh, tiết lộ chi tiết về kế hoạch chiến dịch quân sự chống lại Liên Xô được phát triển theo lệnh của Churchill vào năm 1945. Bài báo được kèm theo một tiêu đề phụ nhấn mạnh rằng, mặc dù quan hệ hiện tại giữa Anh và Nga có vẻ căng thẳng, nhưng chúng không thể sánh được với kế hoạch chiến tranh được tạo ra cách đây 76 năm.